# 오스카르 무뇨스
오스카 루이스 무뇨스 오비에도(스페인어: Óscar Luis Muñoz Oviedo, 1993년 5월 9일 ~ )은 콜롬비아의 태권도 선수이다. 2012년 하계 올림픽 태권도에 참가하여 동메달을 획득하였다. 2016년 하계 올림픽 태권도에도 참가하였으나 1회전에서 탈락하였다. 18개의 대회에 참가하여 42명을 상대하였으며 25번 승리 하였다.